# Michel Jobert
Pour les articles homonymes, voir Jobert.
Michel Jobert né le 11 septembre 1921 à Meknès (Maroc), mort le 26 mai 2002 à Paris (Île-de-France), est un homme politique français, gaulliste puis gaulliste d'opposition. Il fut ministre des Affaires étrangères entre 1973 et 1974 sous la présidence de Georges Pompidou puis ministre du Commerce extérieur entre 1981 et 1983 sous la première présidence de François Mitterrand. Il participa à l'élaboration de la Constitution instituant la Ve République.

## Biographie

### Jeunesse et études
Michel Jobert est le fils d'un ingénieur agronome installé près de Volubilis au Maroc. Il rejoint la France en novembre 1939 pour ses études. Son père le pousse à préparer l'École normale supérieure de la rue d'Ulm, mais, par horreur du bachotage, il décide de s'inscrire à l'université de Paris où il se spécialise en philologie anglaise. Il est également admis à l'École libre des sciences politiques en 1939. Il se réfugie à Châtellerault en juin 1940, puis traverse le pays à bicyclette, via les Landes et Pau, jusqu’à Port-Vendres d’où il s’embarque pour Oran en juillet et rejoint le Maroc. Il revient à Lyon à l’automne, où il obtient son diplôme de l'ELSP en juin 1941, puis repart aussitôt au Maroc.
Il est mobilisé, d'abord comme 2e classe, durant la Seconde Guerre mondiale en novembre 1942 à 21 ans peu après le débarquement allié en Afrique du Nord. Il est élève officier à l'École militaire de Cherchell avant de participer comme aspirant, au sein du 3e régiment de spahis marocains, à la campagne d'Italie, puis au débarquement de Provence en août 1944 et à la libération de la France. Il est blessé à l'épaule droite à Magny-Jobert, en Haute-Saône, en novembre 1944. Il retourne à Meknès et se trouve à Alger en mai 1945. Il se voit ensuite confier une mission d'inspection en Tunisie, puis rejoint son régiment dans le Wurtemberg et termine sa période militaire à Innsbruck.
De retour à Paris en juin 1946, Jobert intègre l'École nationale d'administration dont il réussit le concours d'entrée en octobre à sa première tentative. Entre 1947 et 1949, il est résident de la Fondation Deutsch de la Meurthe et la Maison des provinces de France au sein de la Cité universitaire de Paris.

### Parcours professionnel
Sortant dans la botte, Michel Jobert est nommé auditeur à la Cour des comptes en 1949. Il y est promu conseiller référendaire en 1953 puis conseiller-maître en 1971.
Il fait partie de divers cabinets ministériels de la IVe, collaborateur notamment de Pierre Mendès France en 1954, et de la Ve République. Entré au cabinet du Premier ministre Georges Pompidou en mai 1963, il le dirige à partir du 8 janvier 1966 en remplacement de François-Xavier Ortoli. Il est secrétaire général de la présidence de la République après l'élection de Georges Pompidou à la présidence de la République le 19 juin 1969. Il prend part dans ce cadre aux entretiens avec les membres du gouvernement soviétique en octobre 1970 avec Roger Seydoux, Hervé Alphand et Georges Pompidou.
Les rapports de la CIA et de l'ambassade américaine à Paris de l'époque rapportent que le gouvernement américain pensait que Jobert faisait partie des candidats à la fonction de Premier ministre en 1972. Les télégrammes de l'ambassade rapportent que Jobert, ancien diplomate, connaît bien les États-Unis, parle l'anglais et est marié à une Américaine, ce qui ferait de lui un potentiel allié de Washington s'il devenait Premier ministre.
Ministre des Affaires étrangères, contre son gré, entre 1973 et 1974, il dénonce la collusion de l'URSS et des États-Unis, illustrée notamment par leur accord sur le nucléaire du 22 juin 1973, par-delà leurs escarmouches et s'oppose à l'ingérence de Henry Kissinger dans les affaires européennes en refusant la révision de la charte du traité de l'Atlantique nord proposée le 23 avril 1973 et en prônant le développement d'un dialogue euro-arabe.
Il soutient Jacques Chaban-Delmas à la présidentielle de 1974. Après l'élection de Valéry Giscard d'Estaing, il fonde son propre mouvement politique, le Mouvement des démocrates, et souhaite se placer en dehors du clivage droite/gauche. En 1981, il songe à se porter lui-même candidat à l'élection présidentielle avant d'y renoncer, faute d'avoir pu réunir le nombre de parrainages nécessaires. Il soutient dès le premier tour François Mitterrand, et le 22 mai 1981 devient ministre du Commerce extérieur (avec le titre de ministre d'État) à la suite de l'élection de ce dernier. Il démissionne de ce poste le 17 mars 1983 (remplacé par Édith Cresson). Dans un communiqué diffusé le 20 mars 1983 il constate « [...] que les fonctions qui m'ont été confiées n'ont jamais répondu aux nécessités d'une action cohérente et efficace ». Le 31 janvier 1983 la fédération de Paris du Mouvement des démocrates avait protesté contre le fait qu'elle n'avait pas été retenue pour figurer sur les listes d'union de la gauche dans la capitale.
Il est éditorialiste au quotidien Paris ce soir entre le 7 janvier et le 2 février 1985 (le journal cesse de paraître après 22 numéros), et chroniqueur à Radio Méditerranée Internationale. À partir du 28 mars 1990, il exerce la profession d'avocat au barreau de Paris. En 1991, il est arbitre au Comité national de la Chambre de commerce internationale.
Il aurait envisagé de présenter sa candidature à la mairie d'Orléans en 1989.

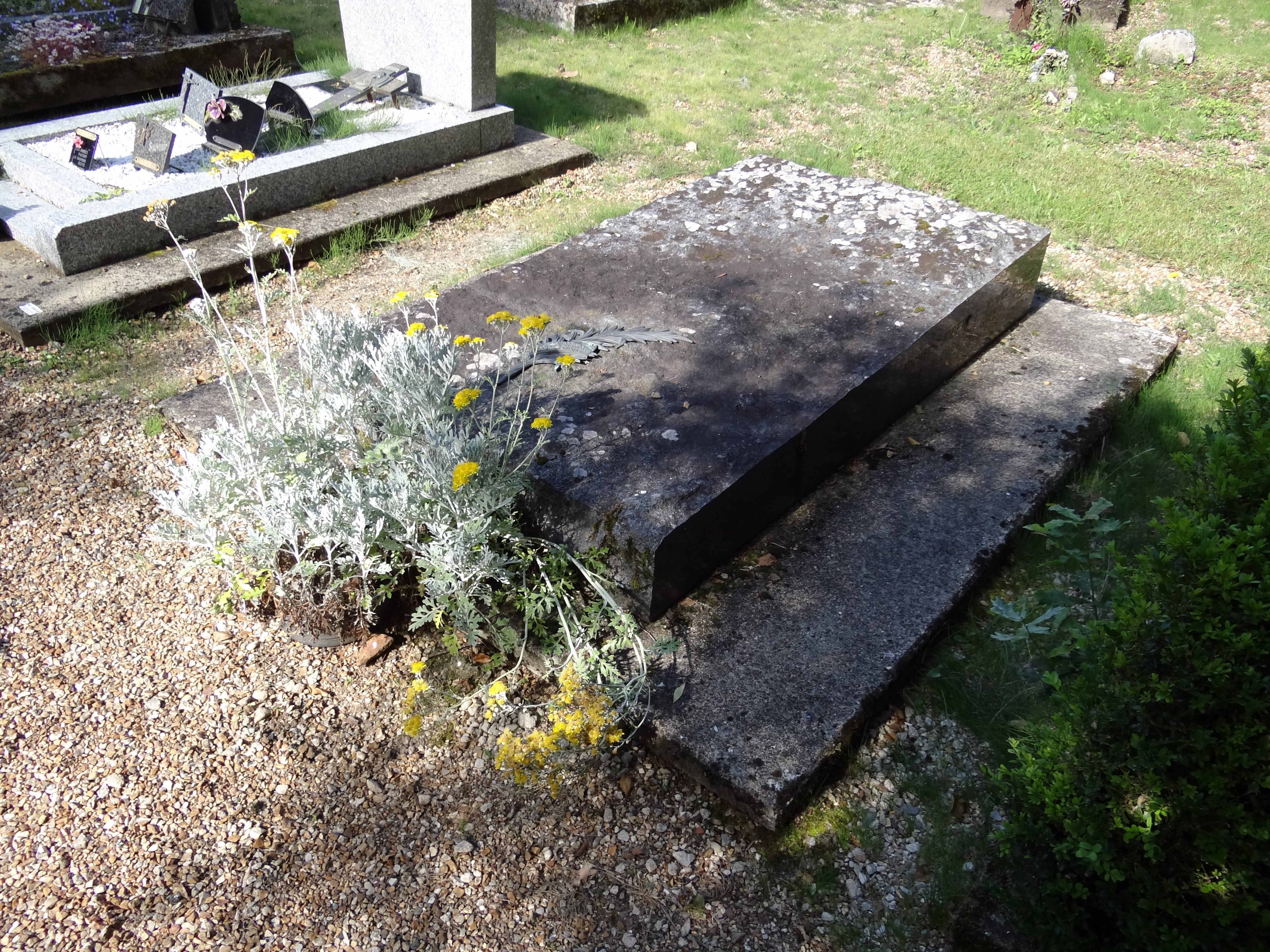
La tombe de Michel Jobert au cimetière de la chapelle Saint-Pierre de Réveillon à La Ferté-Vidame (Eure-et-Loir).

Il meurt à 80 ans d'une hémorragie cérébrale dans la nuit du 25 mai 2002 à l'hôpital européen Georges-Pompidou à Paris, où il avait été admis la veille au soir. Il est inhumé dans le petit cimetière qui entoure la chapelle Saint-Pierre de Réveillon en bordure de la forêt de La Ferté-Vidame dans l'Eure-et-Loir.
On retient notamment de lui qu'il se déclarait « ailleurs » pour qualifier sa position politique.

## Décorations et distinctions

### Décorations
- Commandeur de la Légion d'honneur (décret du 31 décembre 1994).
- Croix de guerre 1939-1945.
- Chevalier grand-croix de l'ordre du Mérite de la République italienne‎ (1973)[14].

### Distinctions
- Membre de l'Académie du royaume du Maroc[15].

## Publications

### Œuvres
- Mémoires d’avenir, B. Grasset, 1974, 310 p.
- Collaboration à Les Idées simples de la vie…, petit livre bleu, du Mouvement des démocrates, Grasset et Fasquelle, 1975, 251 p.
- L’Autre Regard, B. Grasset, 1976, 412 p.
- Lettre ouverte aux femmes politiques, Albin Michel, 1976, 178 p.
- Parler aux Français, Arthaud, 1977, 236 p.
- La Vie d’Hella Schuster, Albin Michel, 1977, 188 p.
- Maroc, extrême Maghreb du soleil couchant, Paris, Éditions J.A., 1978, 199 p.
- La Rivière aux grenades, oued Kroumane, Albin Michel, 1982, 255 p.
- Chroniques du Midi libre, Hachette, 1982, 124 p.
- Par trente-six chemins, je n’irai pas…, Albin Michel, 1984, 243 p.
- Vive l'Europe libre !, réflexions sur l'Europe, Ramsay, 1984, 207 p.
- Maghreb, à l’ombre de ses mains, Albin Michel, 1985, 276 p.
- Les Américains, Albin Michel, 1987, 218 p.
- Journal immédiat… et pour une petite éternité, Albin Michel, 1987, 247 p.
- Vandales, Albin Michel, 1990, 261 p.
- Journal du Golfe, août 1990-août 1991, Albin Michel, 1991, 353 p.
- Ni dieu ni diable. Conversations avec Jean-Louis Remilleux, Albin Michel, 1993
- Chroniques de l'espérance, 1988-1992, Casablanca, Horizons méditerranéens, 1993, 505 p.
- L’Aveuglement du monde occidental. Chroniques de politique internationale 1993-1996, Albin Michel, 1997, 479 p.
- Les illusions immobiles, chroniques de politique internationale 1996-1998, Albin Michel, 1999, 279 p.

### Archives
Son fonds d'archives, contenant majoritairement sa correspondance et ses notes manuscrites du conseil des ministres sous la présidence Pompidou, est conservé aux Archives nationales sous la cote 89 AJ.